# 三浦義同
三浦 義同（みうら よしあつ）は、戦国時代初期の武将。東相模の大名。一般的には出家後の「三浦道寸」の名で呼ばれることが多い。相模三浦氏の事実上の最後の当主である。

## 生涯

### 出自
義同の生年は不明確であるが、宝徳3年（1451年）ないしは享徳2年（1453年）といわれている。父・三浦高救（道含）は扇谷上杉氏当主・持朝の子として生まれ、相模三浦氏に養子として入った人物であった。
高救は寛正3年（1462 年）に三浦氏の家督を継ぎ、実家・扇谷上杉氏の一門的存在として活躍。中でも、扇谷上杉氏家宰・太田道灌とは密接な関係を築いたようである。『鎌倉大草紙』によれば、道灌が長尾景春の乱の鎮圧を行っている間に義同が江戸城の守備についていたとされるが、これは高救の誤記であるとされる。また、『太田道灌状』にも「三浦介」が長尾景春の乱に際して扇谷上杉氏方勢力として相模国で数度にわたり合戦を行ったことが記されている。

### 山内上杉氏に従う
文明18年、太田道灌は糟屋館において主君・上杉定正によって暗殺される。これを受けて道灌の実子・資康や、道灌に近しかった武将らは山内上杉氏のもとへ奔る。高救も、兄・定正のもとを離れ山内上杉氏に従った。翌長享元年（1487年）、扇谷上杉氏と山内上杉氏は抗争状態に入る（長享の乱）。
年代の明確な義同の初出は、長享の乱の初期、詩僧・万里集九の詩文集『梅花無尽蔵』長享2年（1488年）条である。その内容としては、須賀谷原・平沢寺にあった太田資康の陣に一か月ほど逗留していた集九に対し、高救・義同父子が画賛などを求めたというものであった。このことから、義同らは資康とともに山内上杉氏の軍勢に加わっていたと考えられる。
このような行動は旧主・扇谷上杉氏との正面からの対立を意味した。長享3年（1489年）には扇谷上杉朝良が三浦郡和田郷に禁制を発給しており、三浦氏の本拠である三浦半島が侵攻を受けていたことがわかっている。

### 扇谷上杉氏への帰参と家督相続
上杉朝良の侵攻による自領の危機や、道灌を暗殺した上杉定正の死もあってか、明応3年（1494年）頃に三浦氏は扇谷上杉氏に帰参。これと同時期に高救は隠居し、義同が家督を継いだと考えられる。
義同の三浦氏当主としての活動は明応5年（1497年）の小田原城在城の記録から確認できる。これは山内上杉氏によって攻撃されていた扇谷方の大森藤頼（義同の従兄弟）の援軍としての行動であったが、結果的に小田原城は陥落している。この時、扇谷方には伊勢宗瑞（北条早雲）の派遣した援軍も参加していた。この後も宗瑞は扇谷方として長享の乱に参戦する傍ら、伊豆一国を平定し、文亀元年（1501年）までには小田原城も制圧して相模国西部に勢力を伸ばしていく。
一方、扇谷上杉氏は越後上杉氏の援軍を得た山内上杉氏に対して劣勢となり、永正2年（1505年）に降伏。長享の乱は終結するも、関東の戦乱が終わることはなかった。翌永正3年（1506年）に勃発した古河公方足利政氏とその嫡子・高基との間の内紛（永正の乱）は両上杉氏も巻き込んだ争いとなり、義同も政氏方に属して房総へ渡海して要害を構え、高基方と対陣している。この房総出陣は、義同が国衆として三浦郡を一元的・排他的に支配していたために可能であったと考えられている。

### 伊勢宗瑞との抗争
永正6年（1509年）8月、伊勢宗瑞は長尾為景の誘いに応じ、それまで同盟関係にあった扇谷上杉氏の領国へ侵攻を開始。高麗寺要害（大磯町）、住吉要害（平塚市）を取り立てて、上田蔵人を権現山城（横浜市）に蜂起させた。しかし、10月に朝良が上野国から江戸へ帰還すると、宗瑞も一旦撤兵した。
翌永正7年（1510年）、上杉朝良は山内上杉氏の援軍を得て宗瑞への反攻を開始。7月に権現山城を奪還した。この動きに義同も従い、高麗寺要害・住吉要害を攻略。その後朝良の軍勢と合流して長尾景春のこもる津久井城（相模原市）にも攻撃を加えた。勢いに乗る上杉方はさらに小田原城まで攻め寄せたものの、長期間の出陣に人馬が疲弊したため10月までには一旦撤兵。その後、12月には義同ら上杉方は再び出陣し、伊勢方の鴨沢要害（山北町）に攻撃を加えている。また、同時期には義同の家臣・北村秀助が、伊勢方に奪われていた八丈島の奪還のために渡海しているが、こちらは合戦に敗れて三浦へ帰還してる。
扇谷方の大規模な反撃を受けて不利を悟った宗瑞は、永正8年（1511年）に朝良と和睦を結ぶ。これにより、義同は三浦半島のみならず、相模国中郡も手に入れ、その拠点として岡崎城を取り立てて居城とした。

### 三浦氏の滅亡
永正9年（1512年）、山内上杉氏の家督相続争いなどにより関東情勢が不安定となると、宗瑞は再び兵を挙げ、8月7日に岡崎城への攻撃を開始。12日に三浦方は岡崎城外の合戦で敗れて城も失ったとみられ、義同は弟の道香の守る住吉城（逗子市）に退却し、翌永正10年（1513年）になると住吉城の防衛を弟・道香に任せて三浦半島の新井城へ退却。ほどなくして伊勢方は新井城付近まで攻め寄せ、また7月には住吉城も落城して道香は自害してしまった。この伊勢方の攻勢により、三浦氏は扇谷上杉氏の領国と分断され、新井城での籠城戦を余儀無くされる。
三浦氏の危機を受けて、扇谷上杉氏は救援を試みた。永正11年（1514年）5月には上杉朝良および長尾景長が武蔵国荏原郡に、また同時期には太田永厳が相模国西部に出陣したが、新井城の包囲を解くには至らなかった。なおこの頃、義同の娘婿・太田資康が三浦氏救援に向かったが伊勢方に敗れ戦死したという話が広く伝わっている。しかし、『赤城神社年代記録』の記述から、資康は明応7年（1498年）に死去しているとみられ、この話も誤伝であると考えられている。
このような窮状においても、三浦氏は新井城以外でも伊勢氏と抗争を繰り広げていた。永正11年（1514年）に義同は八丈島へ軍勢を送り、八丈島代官・奥山忠督を降している。これ以降三浦氏に従うこととなった忠督は、八丈島から海路新井城へ向かい、伊勢方の軍船を振り切って年貢を義同のもとへ届けた。だが、この八丈島の支配権も永正12年（1515年）には伊勢方に奪われ、三浦氏は海上交通の支配権をも失った。
それでもなお新井城は三方を海に面した天然の要害であり、三浦水軍の軍事力を背景に持つ新井城の守りは堅固で、三浦父子は伊勢軍の攻撃を3年間に渡って凌いだ。永正13年（1516年）には、上杉朝興率いる最後の援軍が相模国に侵攻したものの、宗瑞によって打ち破られてしまう。
７月11日、新井城はついに落城し、義同とその子・義意ら三浦一族は家臣ともども討ち死にした。落城の際、討ち死にした三浦家主従たちの遺体によって港一面が血に染まり、油を流したような様になったことから、同地が油壺と名付けられたと伝わる。三浦市三崎町に道寸の墓が残る。これにより三浦氏は消滅したとされるが、江戸時代に徳川家に使えた三浦為春の先祖にあたる正木時綱はこの戦から難を逃れた三浦義同の次男ではないかという説があり、そうだとすれば義同は為春の先祖であるということになる。
三浦浄心『北条五代記』によれば、歌人・東常縁の指導を受けたともいわれている義同は、「うつものも 討たるる者も かはらけ（土器）よ くだけて後は もとのつちくれ（土塊）」という辞世の句を詠んで切腹した。『北条五代記』より前に成立したとみられる『北条記』には、この話は無く、「夜もすがら最後の酒盛りし、明ければ永正15年(1518年)7月11日辰の剋に打出、小田原の陣を二町ばかり追立て切まくり、枕を双べて討死す」と記されている。

## 人物
- 和歌を好んだことで知られ、「東家二条家古今伝授之系図」によれば東常縁から古今伝授を受けたという。
- 長享2年（1488年）、須賀谷・平沢寺の太田資康陣に滞在していた詩僧・万里集九のもとを訪れた際、まだ何も描かれていない中国紙を差し出して画賛を求めた。このとき集九が寄せた讃は『梅花無尽蔵』に記され伝わっているが、この讃をもとに描かれたであろう画は現存していない。なお、この時点で義同はすでに出家しており、集九から「道寸翁」と呼ばれている。
- 明応７年（1498年）、義同は京都の高僧17人に屏風便面の讃を求め、漢詩39首と漢文一章を送られている。
- 三浦市圓照寺には、義同自らが書写したとされる『古今和歌集』写本が伝わっている。

## 伝承

### 出自・家督相続についての伝承
義同の出自や家督相続の経緯については、従来、江戸時代に成立した軍記物の記述から以下のようなものであったとされてきた。
男子に恵まれなかった相模三浦氏当主・時高は、扇谷上杉高救の息子であった義同を自身の養子に迎える。しかし、晩年になって男子・高教を得た時高は義同の殺害を試みたため、義同はひそかに三浦を退去して総世寺（小田原市）に入って出家した。この義同の境遇を哀れんだ三浦家臣は小田原に集い、明応3年（1494年）9月に挙兵。小田原城主・大森実頼の加勢も受けて、新井城に立てこもる養父・時高らを滅ぼし、実力で三浦氏の家督を継いだ。
現在この説話は一次資料などと整合性がとれないため否定されているが、義同の家督相続の明確な経緯については不明なままであることも事実である。

### 新井城落城にまつわる伝承
- 『北条五代記』などの江戸時代に成立した軍記物では、新井城落城を実際の落城年から2年後、永正15年（1518年）7月11日のこととしている。これは北条氏政が切腹した天正18年（1590年）7月11日と干支を合わせ、北条氏滅亡と三浦氏滅亡の因果を説くための意図的な改変であると考えられている。
- 『北条五代記』によれば、後世、新井城の見物に訪れた侍たちは大手の古堀の前で下馬し、「道寸父子は名誉の武士、一礼」と述べて敬礼したという。

## ギャラリー

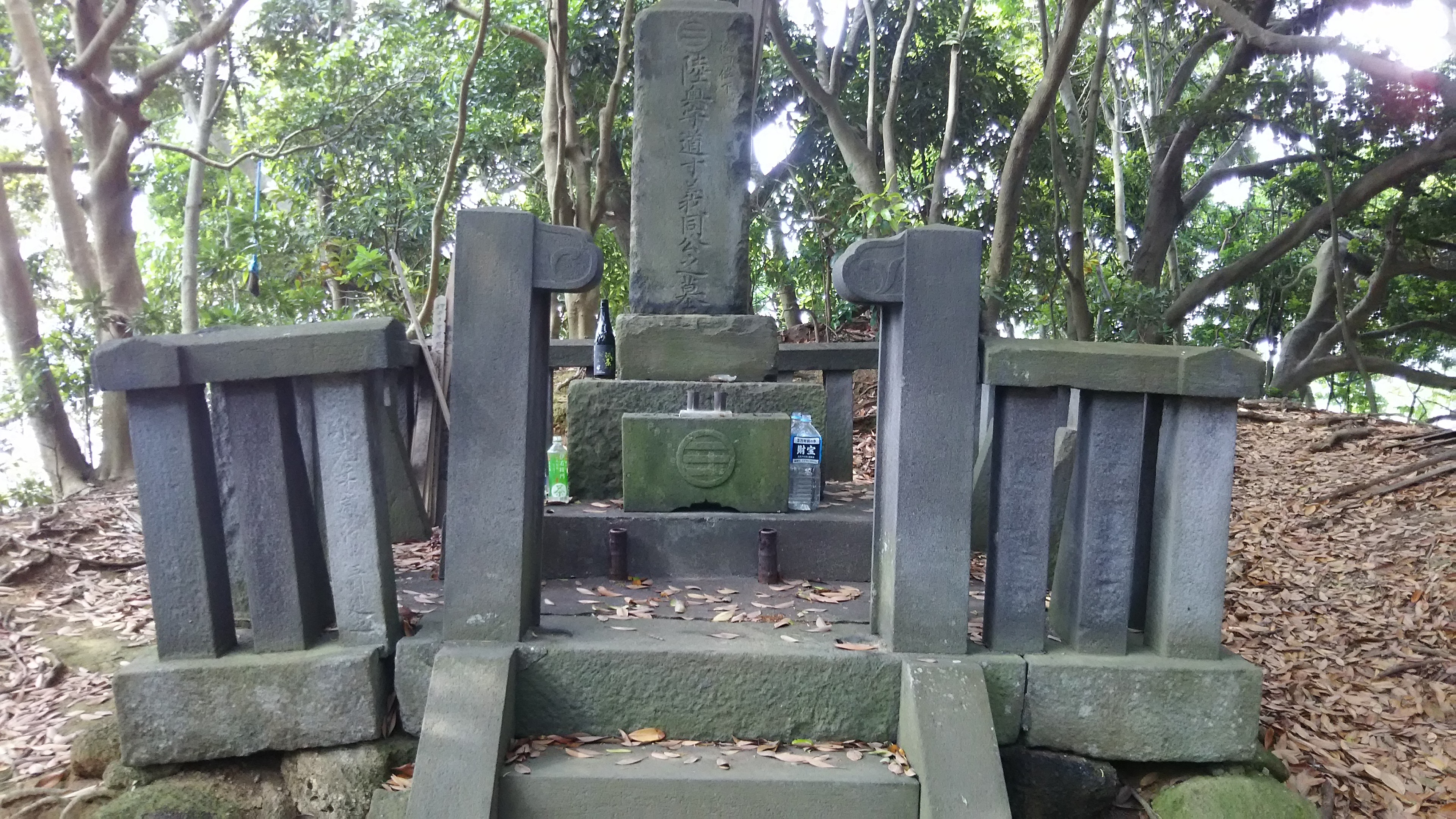
三浦義同公墓所（三浦市三崎町油壺マリンパーク駐車場奥）
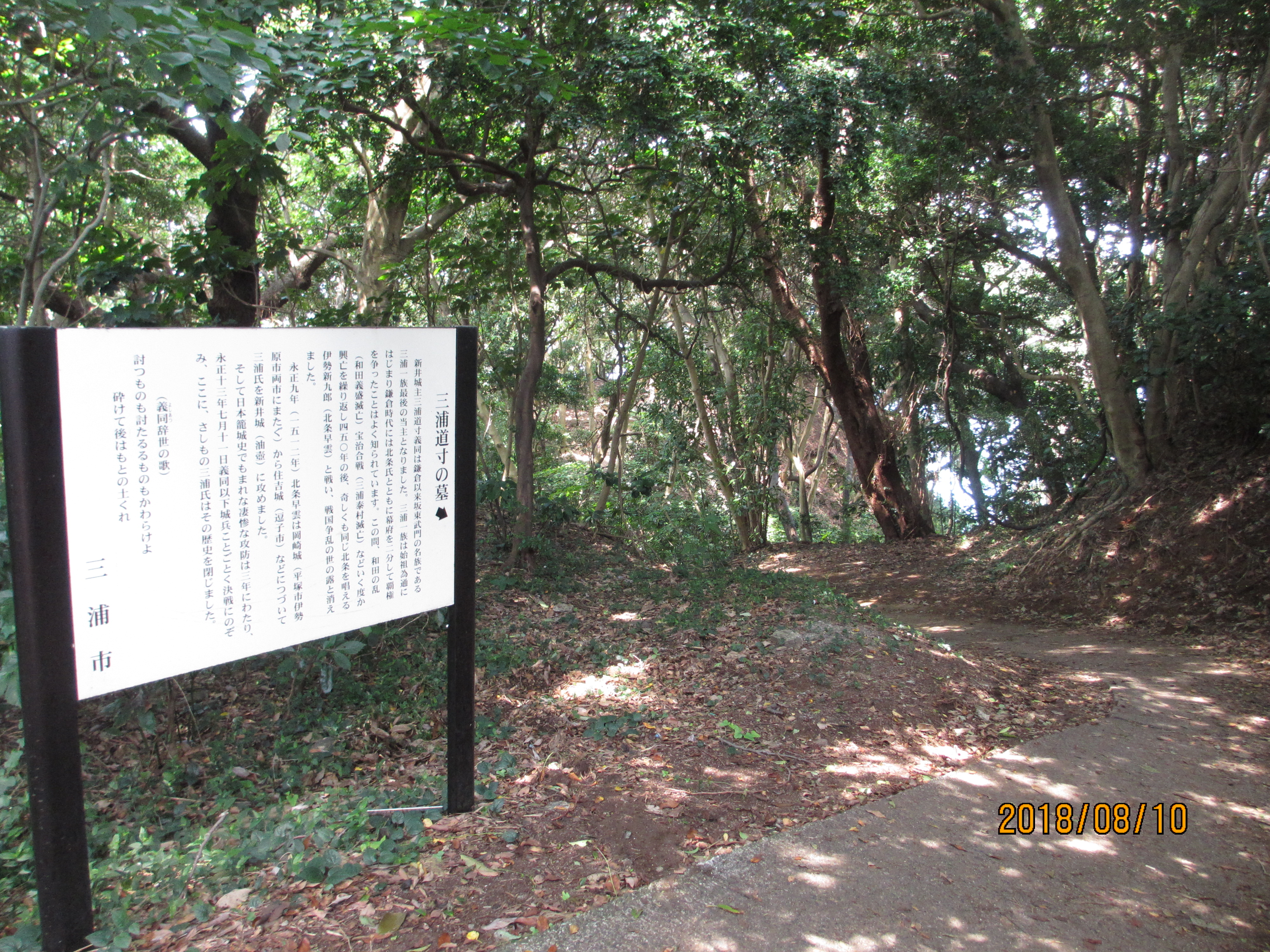
三浦義同公墓所解説板（墓所手前、義同辞世の歌あり）
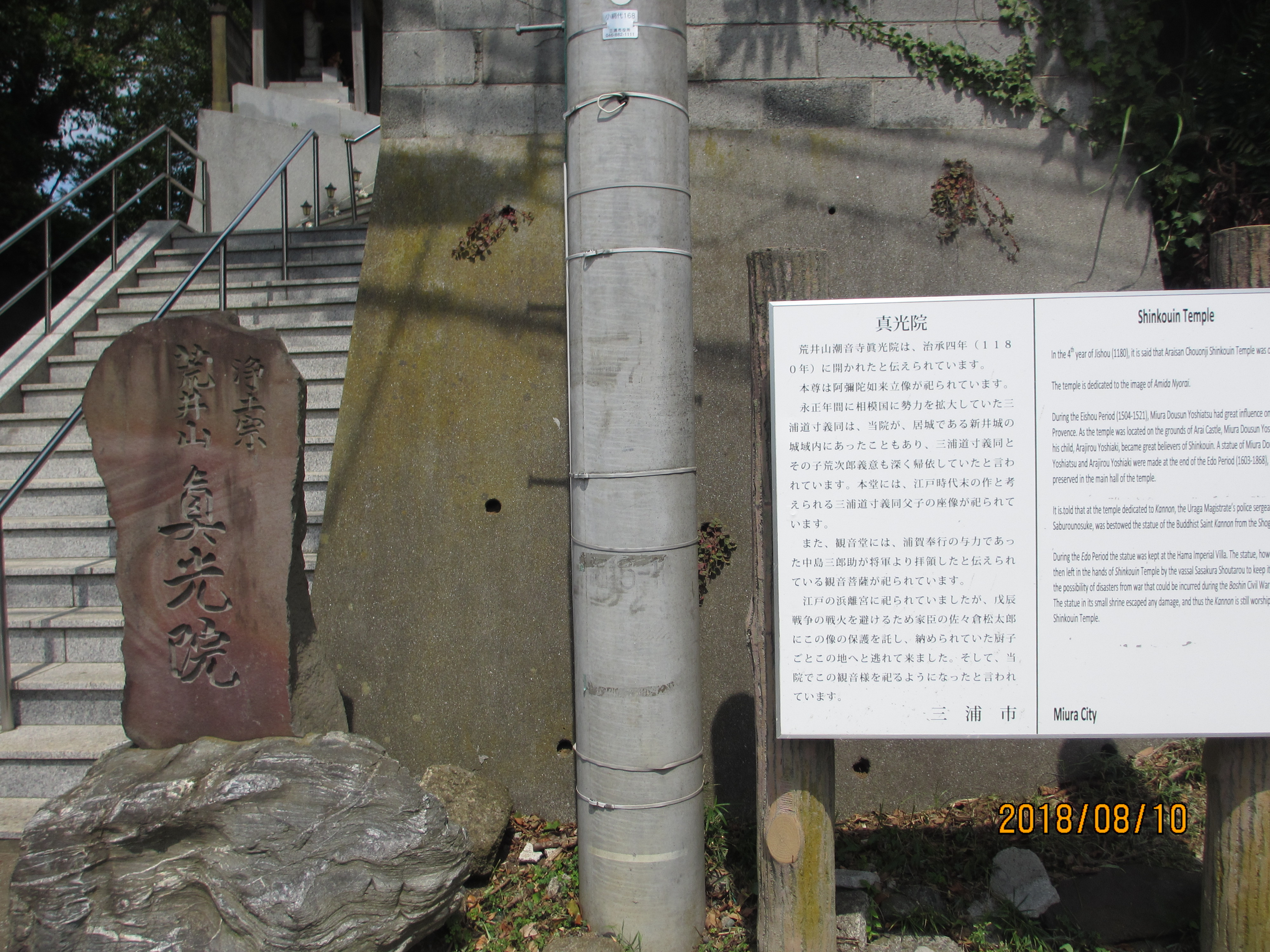
真光院（油壷まで途中、三浦義同・義意父子座像祀られている）